# Strobilanthes petiolaris
Strobilanthes petiolaris är en akantusväxtart som beskrevs av Charles Baron Clarke. Strobilanthes petiolaris ingår i släktet Strobilanthes och familjen akantusväxter. Inga underarter finns listade i Catalogue of Life.